# Рудольф Ясіок
Рудольф Ясіок (чеськ. Rudolf Jasiok; 8 лютого 1919 — 30 вересня 1944) — чехословацький офіцер, танкіст, учасник Другої світової війни, Герой Чехословацької Соціалістичної Республіки (з 6 жовтня 1969 року, посмертно).

## Біографія
Народився 8 лютого 1919 року у селі Дольни-Суха, нині в межах міста Гавіржов. Чех. Батько Рудольф Ясіок працював шахтарем в Орлові, Словаччина. У 1931 році він разом із дружиною, донькою Гільдою та сином Рудольфом переїхали в Україну на заробітки. Оселилися у місті Паризька Комуна (нині Перевальськ) Луганської області, де батько продовжив свою роботу шахтарем, а мати стала викладачем у дитячому садку. У 1938 році прийняли радянське громадянство.
Рудольф закінчив десятирічну школу, потім 4 роки навчався у Ростовському індустріальному технікумі (Ростов-на-Дону). Після його закінчення у 1941 році працював на лісопереробному заводі у місті Молотов (нині Перм). З початком Великої Вітчизняної війни його не призвали на фронт через національність, тому залишився працювати на заводі (за іншими даними — працював за розподілом на Очірському заводі хіміком-лаборантом).
12 лютого 1942 року одним із перших записався в Окремий Чехословацький піхотний батальйон, який формувався у Бузулуці. 17 червня був направлений у зведену роту, де 14 грудня отримав підвищення до єфрейтора. У березні 1943 року брав участь у битві при Соколово, 29 травня 1943 року був проведений у сержанти.
У Новохоперську, де формувалася 1-а окрема Чехословацька піхотна бригада, закінчив офіцерську школу та 7 березня 1943 року направлений до 1-ї чехословацької танкової бригади. 22 жовтня присвоєно звання старшого сержанта, після навчання у Тамбовському танковому училищі. Направлений на фронт на Т-34/76, побудованому на зібрані земляками-тамбовцями гроші, на посаді командира танка.
У складі 1-го танкового батальйону бригади взяв участь у битві за Дніпро. У ході боїв екіпаж Рудольфа Ясіока знищив один танк, 3 протитанкові гармати, 4 кулеметні гнізда та два десятки солдатів противника. За визволення Києва нагороджений Чехословацьким Військовим хрестом й орденом Червоної Зірки.
Потім командував танковим взводом, 1 лютого 1944 року підвищенний до підпоручника. У боях 17-23 січня 1944 року втратив двох своїх членів екіпажу. 24 січня під час операції з підриву моста, підтримуючи дії саперів, танк пішов під лід і, попри всі зусилля, підняти його не вдалося. Рудольф залишився живим.
1 квітня 1944 року призначений командиром 1-го танкового батальйону.
25 серпня 1944 року побрався з Вікторією Коремною.
Брав участь у Східно-Карпатській операції у штурмі Дуклінського перевалу. 22 вересня після важкого поранення надпоручника Ріхарда Тесаржика у бою за заволодіння висотою 694, що називалася «Гировою горою», ненадовго замінив його, командуючи 3-м танковим батальйоном. 29 вересня вів батальйон в атаку, зробивши першу спробу прориву до Чехословаччини. 30 вересня в бою біля села Зиндранова (Польща) його танк підбили за 100 метрів від кордону з Чехословаччиною. Його тіло вдалося витягти з танка лише 8 жовтня, і через два дні його поховали на військовому цвинтарі біля Дукельського перевалу.
Його танк Т-34/85 № 4050112 було відремонтовано, але 30 жовтня було безповоротно втрачено під час підриву на міні. Загинуло ще троє танкістів.
Після бою за Зіндранова, 1 жовтня Рудольфу Ясіоку надано посмертне звання лейтенанта, а 1 лютого 1946 року — капітана запасу. У 1969 році посмертно надано звання Героя Чехословацької Соціалістичної Республіки.
Всього за роки війни підбив і знищив 4 танки (з них один важкий танк «Тигр») й одну штурмову зброю.

## Нагороди та звання
Чехословацькі державні нагороди та звання:
- Герой Чехословацької Соціалістичної Республіки (6 жовтня 1969, посмертно)
- Військовий хрест (1943)

Радянські державні нагороди:
- орден Вітчизняної війни І ступеня (10 серпня 1945, посмертно[10])
- орден Вітчизняної війни II ступеня (23 березня 1944[11])
- орден Червоної Зірки (21 грудня 1943[12])
- медаль «За відвагу»

## Пам'ять
Встановлено погруддя на Алеї Героїв у Дуклі. Його ім'ям названо танковий полк чехословацької армії.